# كونطوغدي (جرجر)
كونطوغدي (بالكردية: Mişrak‏) (بالتركية: Gündoğdu)‏ هي قرية كرديّة تتبع إداريّاً لمديرية جرجر في محافظة أديامان التركية، بلغ عدد سكانها 250 نسمة في عام 2021.